# Kevin Hofland
Kevin Hofland (*Brunssum, Países Bajos, 7 de junio de 1979) es un exfutbolista neerlandés. Jugó de defensa y su primer equipo fue el Fortuna Sittard. Actualmente es asistente de Mark van Bommel, el director técnico del VfL Wolfsburgo de la Bundesliga.

## Selección nacional
Ha sido internacional con la selección de fútbol de los Países Bajos, ha jugado 7 partidos internacionales.

## Clubes

### Como jugador
| Club            | País         | Año       |
| --------------- | ------------ | --------- |
| Fortuna Sittard | Países Bajos | 1997-2000 |
| PSV Eindhoven   | Países Bajos | 2000-2004 |
| VfL Wolfsburg   | Alemania     | 2004-2007 |
| Feyenoord       | Países Bajos | 2007-2010 |
| AEK Larnaca     | Chipre       | 2010-2012 |

### Como entrenador
| Club                             | País         | Año       |
| -------------------------------- | ------------ | --------- |
| BSV Limburgia (2.º entrenador)   | Países Bajos | 2012-2014 |
| PSV (juveniles)                  | Países Bajos | 2014-2018 |
| BSV Limburgia                    | Países Bajos | 2014-2015 |
| Fortuna Sittard (2.º entrenador) | Países Bajos | 2018      |
| Fortuna Sittard                  | Países Bajos | 2020      |
| VfL Wolfsburg (2.º entrenador)   | Alemania     | 2021      |
| Willem II                        | Países Bajos | 2022      |
| SV Meerssen                      | Países Bajos | 2023-2024 |
| Helmond Sport                    | Países Bajos | 2024-2025 |